# Районы Бишкека
Районы города Бишкек — административно-территориальные единицы города Бишкек, формальные гражданские районы, местности.
Современный город Бишкек, состоит из 4 районов: Свердловский, Ленинский, Первомайский, Октябрьский. Районы в свою очередь делятся на Муниципальные Территориальные Управления (МТУ).
Административные функции территории районов исполняет районный акимат, в подчинении Мэрии города Бишкек. Функции Мэрии по МТУ исполняет Муниципальная администрация в подчинении районного акимиата.
Бишкек фактически, но не официально делиться на кварталы.

## История
В 1938 году на заседании Центрального исполнительного комитета Киргизской  Советской Социалистической Республики в городе Фрунзе (ныне Бишкек), были основаны Пролетарский район (сейчас Ленинский район), Первомайский район и Свердловский район, в 1962 году Пролетарский район переименовали в Ленинский район.
Октябрьский район образован постановлением городского исполнительного комитета города Фрунзе, 9 января 1970 года. Первым секретарем Октябрьской райком партии Киргизии в 1974 году являлся Октябрь Медеров.
24 марта 2023 года Мэр Бишкека Эмилбек Абдыкадыров принял решение о преведении реформы управления мэрии. «В рамках этой реформы путем реорганизации акимиатов и муниципальных территориальных управлений планируется создать городские управы. При этом административно-территориальное деление районов столицы остается неизменным».
В пилотном этапе эту реформу запустили в Свердловском районе, где начали функционировать три городские управы.
6 марта 2024 года указом президента Кыргызской Республики - Садыра Жапарова, площадь города была увеличена в 3 раза, в неё вошли приграничные жилые массивы, сёла и участки для дальнейшего заселения. До указа площадь города составляла 12900 тыс гектар, после расширения она увеличилась до 38607 гектар (386 км2).
В территорию города вошли айыльные аймаки Орок и Новопавловка Сокулукского района; айыльный аймак Кок-Жар Аламединского района, село Орто-Сай Таш-Дебенского айыльного аймака Аламединского района, жилой массив «Анар-Бак» и контуры № 544, 545, 552 Кара-Жыгачского айыльного аймака Аламединского района; айыльные аймаки Маевка, Пригородный Аламединского района, жилой массив «Алтын-Казык» Ак-Дебенского айыльного аймака Аламединского района, контур № 177 села Ак-Жол Ат-Башинского айыльного аймака Сокулукского района; айыльные аймаки Аламедин, Нижняя Ала-Арча, Лебединовка Аламединского района, село Мыкан и жилые массивы «Ак-Жар», «Нуркожо-Ата», «Адилет» Ленинского айыльного аймака Аламединского района.

## Муниципальные территориальные управления
Список указывает на МТУ до указа президента Садыра Жапарова о расширении города Бишкек.
Ленинский район делится на 5 МТУ.
- МТУ 1:
- МТУ 2:
- МТУ 3: ж/м "Ак-Ордо, "Ала-Тоо"
- МТУ 4: ж/м "Жер Ынтымагы", "Арча-Бешик"
- МТУ "Чоң-Арык":

Октябрьский район делится на 6 МТУ.
- МТУ 6: ж/м "Тунгуч", ж/м Кара-Жыгач
- МТУ 7:
- МТУ 8:
- МТУ 9
- МТУ 10:
- МТУ 11:

Первомайский район делится на 7 МТУ.
- МТУ 12: ж/м "2-е Черепки"
- МТУ 13: кварталы ул. Тюменьская/Ужгородская
- МТУ 14: ж/м "Көлмө", "Баят"
- МТУ 15: ж/м "Тынчтык", "Балбан-Таймаш", "Аска-Таш", "Касым"
- МТУ 16: ж/м "Ак-Босого"
- МТУ "Пригородное"
- МТУ "Маевка"

Свердловский район делится на 5 МТУ.
- МТУ 17: ж/м Токольдош"
- МТУ 18: ж/м Дордой
- МТУ 19: ж/м "Керамическая"
- МТУ 20: ж/м "Ак-Тилек"
- МТУ 21: ж/м "Эне-Сай"

## Нынешнее гражданское деление города Бишкек
Граждане города пользуются терминами ж/м (жилой массив), ж/к (жилой комплекс), квартал, микрорайон.
- Ленинский район
  - Ала-Тоо жилой массив (в составе: Ала-Тоо 1, Ала-Тоо 2, Ала-Тоо 3), Ак-Кеме, Арча-Бешик, Арча-Бешик 3, Ак-Орго, Ак-Ордо жилой массив (в составе: Ак-Ордо 1, Ак-Ордо 2, микрорайон Ак-Ордо 3), Джал соеденение нескольких районов (в составе: Джал-15, Джал-23, Джал-29, Джал-30, Верхний Джал, Средний Джал, Нижний Джал), Киргизия-1, ж/м Пишпек, ж/м Рабочий-Городок, Орок несколько районов (в составе: ж/м Орок, с. Нижний Орок, с. Верхний Орок), ж/м Селекция и с. Селекционное (ныне в составе города), ТЭЦ-2, Эркин-Тоо 2, Чоң-Арык, Ынтымак, Достук, ж/к "Космос", ж/к "IHLAS Джал", ж/к Алтын-Булак, ж/к Ак-Бермет, ж/к Джал-Ордо, ж/к Джал-Центр, ж/к Эко-Сити, ж/к Каусар, ж/к Жусуп-Баласагын, ж/к Барсбек, ж/к Салкын-Төр, ж/к Арча-Бешик 2, ж/к Пишпек, ж/к Алыбаева, ж/к Келечек, ж/к Леостан, ж/к Сулайман-Тоо, ж/к Madison, ж/к Көчмөн-Сити, ж/к Олокон, ж/к Кут, ж/к Солнечный, ж/к Атмосфера, ж/к Фламинго, ж/к CENTRAL PARK, ж/к Casa Bella, ж/к Asia City, ж/к Сымбат Classic, квартал "Люксембург", 69 г/а.
- Первомайский район
  - Сёла в составе района: Военно-Антоновка, Новопавловка, Пригородное, Маевка, Мурас-Ордо, Озёрное, Северный-Рассвет, Кожомкул.
  - Гражданские районы: Фучика, Бчк, Запад, Кызыл-Аскер, Кудайберген.
  - Жилые массивы: Көлмө, Салам-Алик, Ак-Босого, Красный строитель (2), Калыс-Ордо, Тендик, Мыскал, Үмүт, Пригородное, Баят, Аска-Таш, Достук, Газ городок, Балбан-Таймаш, Кызыш-Аскер, Ынтымак, Военный городок, Касым, 110 квартал, Тынчтык, Маевка, Келечек, Бурдинский, Ата-Журт, Келечек, Алтын-Казык, Жаштык, 7-й га, Кожомкул.
  - Жилые комплексы: Бакай, Capital Towers, Визит, Экокомплекс О2, МБС, Эркиндик Авеню, Эркиндик, Триумф-Стиль, Найс Хаус, Золотой, Bereke Residence, Leonardo, Александрия, Арбат, Bay-Tash, Москва, Silk Way, Панфилов, Burana Palace, Jibek-City, Баят-Ордо, Кут, Кызыл-Аскер, Кудайберген, Достук, Орион, Турпан, Борсан.
- Октябрьский район
  - Сёла в составе района: Орто-Сай, Кёк-Джар.
  - Гражданские районы: Куйручук, Токольдош, Кара-Жыгач, Южные Ворота, Улан, Кок-Джар, Дасмия, Восток-5, Учкун, Юбилейка.
  - Жилые городки: Полицейский городок, Набережная (Токольдош), Ордо, Ала-Арча 1, Ала-Арча 2, Ала-Арча 3, Ала-Арча Нооруз, Браво, Сары-Озон, Совмин, Айкол.
  - Микрорайоны: Солнечный, 12 мкр, 11 мкр, Асанбай, 6 мкр, 7 мкр, 5 мкр, 4 мкр, 3 мкр, 8 мкр, 9 мкр, 10 мкр, Улан, Улан-2, Кок-Жар, Юг-2, Восток-5, Учкун,
  - Жилые массивы: Сейтек, Ачекей, Алтын-Ордо, Ак-Тилек, Тунгуч, Рухий-Мурас, Кырман, Датка-Ордо, Учкун, Алтын-Бак, Кок-Джар.
  - Жилые комплексы: Pamir Residence, Nurzaman City, Vegas, Nova, Capstroy City, Крейсер, Avangard City, Crystal Tower, Тёплый Стан, Kut Tower, Prime Park, Белгравия, Немецкий квартал, Venezian, Французский квартал, Итальянский квартал, Асанбай Ордо, Ренессанс, Ак Сарай, Бристоль, Монако, Алымбек Датка, Курманжан Датка, 7 Небо, Москва Сити, Малина, Art City, Discovery, Елисейские поля, Кунгей, Ихлас-Асанбай, Южный, Cambridge, Deluxe, Royal, Южный-2, Rahat Residence, Аманат, Тунгуч-Ордо, Тумар, Восточный парк 2, Ала-Арча, Делюр, Имарат Парк Резиденс, Орто-Сай, Vogue, Orto-Say Village, Mansara, Европа, Park Avenue, Времена года, Vilar, Platinum Residence, Asanbai Ordo, Asanbai Classic, Лондон, Bereke, 12th City.

## Территориальное управление

### Первомайский район
- 2 Микрорайона: «Юг-2», «Достук».
- 26 Жилых массивов: «Щербакова», «Салам-Алик», «Алтын-Бешик», «Көлмө», «Жеңиш», «Касым», «Керемет», «Маданият», «Аска-Таш», «Тынчтык», «Балбан-Таймаш», «Ак-Босого», «Калыс-Ордо», «Мурас-Ордо», «Бугу-Эне-Багыш», «Кут», «Лесхоз», «МТФ2», «Тендик», «Биримдик», «Сон-Коль»,  «Эркиндик», «Умут», «Жаштык», «Салкын», «14га».
- 5 Сёл: с. Маевка, с. Озёрное, с. Степное, с. Достук, с. Пригородное.
- Кварталы: "110 квартал"

### Свердловский район
- 5 Микрорайонов: «Аламедин-1», «Городок строителей», «Учкун», «ТЭЦ городок», «Восток-5».
- 14 Жилых массивов: «Ак-Бата», «Дордой-2», «Эне-Сай», «Ак-Тилек», «Ак-Тилек-2», «Келечек» «Дордой-1», «Бакай-Ата», «Ак-Жар», «Кайыңды», «Калыс-Ордо».

## Исторические гражданские районы города Бишкек в 1990-х годах
- Пристань (соедененное название для жилмассивов за Северной Объездной дорогой "Ак-Бата", "Ак-Жар", "Нуркожо-Ата")
- Шанхай (ул. Льва Толстого/Панфилова/Скрябина)
- Байкал (выше БЧК до Жибек-Жолу)
  - Забайкалье (ниже БЧК до Нижней-Ала-Арчи)
  - Прибайкалье (выше Забайкалья до ул. Жибек-Жолу)
- Сорокалетка (от улицы Исанова до пр. Мира)
- Дзержинка (бульвар Эркиндик)
- Юшка (ресторан "Yusa" до бульвара Эркиндик)
- Запад (за пр. Мира в сторону Ошского рынка)
  - Бангкок (на самом западе района)
- Кызыл-Аскер (существует и поныне)
- Пишпек (ул. Термичикова)
- Промзона (севернее Пишпека)
- ФРГ (Фрунзенский Рабочий Городок)
- Попеновка (по ул. Баха)
- Швеция (выше ул. Гагарина)
- Порта (ныне Ак-Кеме), позднее начал делиться на Нижние и Верхние Порты.
- Нейтралка (район между Портой и Ботаникой, от кинотеатра Манас, до Шампанвинкомбината)
- Ботаника (Ботанический сад) так-же делился на Верхнюю и Нижнюю Ботаники
- Южные Ворота (ныне Асанбай)
- США (Соединённые Шестой микрорайон и Асанбай)
- ОДА (Одиннадцатый, Двенадцатый, Асанбай)
- Европа (ныне 12-й микрорайон)
- Китайка (район Орто-Сайского рынка)
- Канада (ныне 5-й микрорайон)
- Бостон (ул. Льва Толстого/Ибраимова)
- Карпинка (ныне ул. Суюмбаева)
- Токольдош (между ул. Льва Толстого и Медерова с вост. стороны)
- Аламедин (ныне около района Аламедин-1)
- Кузнечка (ул. Жибек-Жолу/Ибраимова)
- Махаля (север Жибек-Жолу по Дзержинке)
- Жилой (по ул. Юнусалиева от Горького до Медерова с запада)
- Техас (ныне Тунгуч)
- Восток — конгломерат районов.
  - Квадрат либо Восток-5
  - Восток-6 (ныне около Восток-5)
- ТТ (квартал улиц Токтогула/Турусбекова)
- Бугор (ул. Панфилова/Токтогула)
  - Турусбечка (по ул. Турусбекова)
- ББ (квартал улиц Белинка/Боконбаева)
- Бракушка (медцентр "Брак и Семья")
- Моссовет (квартал улиц Московская и Советская)
  - НАТО, Совмин, Вечерка, Норвегия.
- Рейх (ул. Орозбекова)
- Первый (вверх от Ахунбаева, до Южных-Ворот)
- Тыщага (около "Тысяча мелочей")
- Шлагбаум (пр. Дэн-Сяопина)
- Каменка / Политех (КГТУ)
- 110-й квартал (на северо западе г. Бишкек)
- Детройт (около Мэрии г. Бишкек)
- Космос (ул. Малдыбаева, ниже ул. Ахунбаева)

Как формальные районы: Фрунзе-1, Баха (ул. Баха), Рашид, Дубовый парк, Мустафа-Матик, Кефир, Таха, Лондон (район Телевышки), Треугольник, Париж, Зелёный клин, 7up, Лебедь, Пашинский двор, Юг-2, Юбилейный (ул. Кулатова), Лысый двор, Молодуха, Питер, Циковский двор (около 27-й школы), Зимний, Киркомстрой, Жилгородок, Аэропорт, Новый, Люкс, ТЭЦ, Салтанат, Туран, Таиланд (Синагога), Пентагон, Свечка, Океан, Пекин, Чёрный двор, Белый двор, Торгашка (Дом Торговли), Бистайл, Туран, 21-й квартал, Нахаловка.

## Дачные кооперативы
Входящие в агломерацию города Бишкек Чуйской области Кыргызстана.
Кооперативы официально делятся на несколько вариантов.
- Дачный посёлок (ДП)
- Дачная территория (ДТ)
- Дачное товарищество (ДТВ)
- Строящийся кооператив (СК)
- Новостройка
- Жилой городок (ЖГ)
- Коттеджный посёлок (КП)

Дачные кооперативы компактно находятся рядом, из-за чего их в основном называют формально «Дачи».

### География
В Чуйской области насчитывается 4 дачных кооператива.
1. Юго-Западный кооператив, находится около села Кунтуу.
2. Южный кооператив — сеть дачных посёлков, по дороге Ала-Арча (М-010).
3. Юго-Восточный кооператив, находятся по берегам реки Аламедин.
4. Северный кооператив, от севера города.

### Юго-Западный
Шалтинские дачные кооперативы
- СК "Бахчисарай"
- СК "Луч"
- СК "Радуга"
- СК "Водник"

Кун-Тууские дачные кооперативы
- ДП "Союз"
- ДП "Арашан"
- СК "Ивановец"
- СК "Ак-Сай-Агат"
- ДТ "Рассвет"
- ДТ "Бат-Агым"

Дачи
- ДК "Мечта-1"
- ДП "Строитель"
- ДТ "Колос"
- ДТ "МВД"
- ДТ "Ак-Суу"
- СК "Онор"

Алмалууские дачные кооперативы
- ДП "Исмаил"
- ДТ "Кызыл-Туу"
- ДТ "Первомайское"
- ДП "Новое"
- ДП "Геодезист"
- ДП "Арыстан"

Кайырмасские дачные кооперативы
- СК "Автомобилист"
- ДТ "Дружба"
- ДП "Горный"
- ДП "Асель"
- ДП "Алча"

### Южный кооператив
Бишкек
- ЖГ "Совет Министров"
- КП "Сары-Озон"
- ЖГ "Браво"
- ЖГ "Ала-Арча 1"
- ЖГ "Ала-Арча 2"
- ЖГ "Ала-Арча 3"
- КГ "Каганат"
- ЖГ "Ала-Арча Нооруз"
- ЖГ "Ордо"
- КГ "Чокморов"
- Новостройка "Улуу-Тор"
- ЖГ "Ницца"
- ЖГ "Южный"
- ЖГ "Ачекей"
- Новостройка "Олокон"

Джалские дачные кооперативы
- СТ "Сельхозтехника"
- СТ "Политехник"
- ДТ "Земледелец"
- ДП "Электромеханик"

Байтикские дачные кооперативы
- Новостройка "Сейил"
- ДК "Самшит"
- СТ "Здоровье"
- СТ "Эмгек"
- ДП "Береке"
- Спк "Гидрогеолог"
- ДП "Север"
- ДП "Проектировщик"
- СТ "Юбилейный"
- ДТ "Весна"
- ДТ "Гульзар"
- ДТ "Горный воздух"
- ДТ "Восход"
- ДТ "Жазуучу"
- ДТ "Ден-Соолук"
- ДТ "Трудовые резервы"
- ДТ "Журналист"
- СТ "Дача Строителей"
- СКГ "Райский уголок"
- КГ "Baytik Villas"
- КГ "Davos"

Ала-Арчинские дачные кооперативы
- СТ "Гидротехник"
- СТ "Швейник"
- СТ "Наука"

### Юго-Восточные дачные кооперативы
Таш-Мойнокские дачные кооперативы
- Новостройка "Арашан"
- ДТВ "Горный воздух"
- ДТ "Мичуринец"
- ДТ "Жайлоо"
- ДТ "Победа"
- СНТ "Электрик"
- ДТВ "Энергетик"

Беш-Кюнгейские дачные кооперативы
- ДТВ "Труд"
- ДТ "Энергия"
- СК "Предгорный"
- Новостройка "Трудовой отдых"
- ДТ "Художник"
- ДТ "Медик КГМА"
- СКР "КТР Толкуну"
- КГ "Highland"

Кок-Джарские дачные кооперативы
- СК "Тоо-Жели"
- СК "Строитель"
- СК "Карага-Гоо"
- СК "Кара-Тоо"
- СК "Приборист"
- Новостройка "Кок-Джар"
- ДП "Бек-Тоо"

Кой-Ташские дачные кооперативы
- СК "Предгорный"
- ДП "Прохладное"
- ДТВ "Эдельвейс"
- ДП "Салкын"
- ДТ "Салкын-Тор"
- ДТ "Ала-Тоо"
- ДТ "Горный"

Дачные кооперативы Горной Маевки
- Дачный посёлок "Снежный"
- * ДТВ "Журналист"
- * ДТ "Магистраль"

Дачные кооперативы Нижней Серафимовки
- ДП "Камвольщик"
- ДП "Шевченко"
- ДП "Нур"
- ДП "Строитель-1"
- ДП "Лада"
- ДП "Дайырбек"

Дачные кооперативы Сухого каньона
- ДТ "Текстильщик"
- ДП "Горное"
- Хутор "Росинка"
- ДП "Эдельвейс"
- ДТ "Радуга"

### Северные дачные кооперативы
Дачные кооперативы Манаса
- Дача-Су
- * ДО "Аэрофлот"
- Ж/К Учкун-2
- * СК "Связист"
- ** ДК "Ново-Павловка"
- * Ж/М "Ново-Павловка"
- СК "Дружба"
- СК "Садовод"
- * ДК "Жашыл-Жалбырак"
- ЖГ "Социальный"

Бишкек
- ЖГ "Строитель"
- ЖГ "Энергетик"
- Новостройка "Талас"

Северо-Восток
- ДП "Энергетик"
- ДП "Алга"
- СК "Берёзка"